# Ahmed Al-Sarori
Ahmed Abdulhakim Al-Sarori (9 agosto 1998) è un calciatore yemenita, attaccante dell'Al-Ahli Sana'a e della Nazionale di calcio dello Yemen.

## Carriera

### Club
Ha esordito nel 2014 con l'Al-Ahli Sana'a.

### Nazionale
Ha esordito in nazionale nel 2015, a 17 anni appena compiuti.

## Statistiche

### Cronologia presenze e reti in nazionale
| Cronologia completa delle presenze e delle reti in nazionale ― Yemen | Cronologia completa delle presenze e delle reti in nazionale ― Yemen | Cronologia completa delle presenze e delle reti in nazionale ― Yemen | Cronologia completa delle presenze e delle reti in nazionale ― Yemen | Cronologia completa delle presenze e delle reti in nazionale ― Yemen | Cronologia completa delle presenze e delle reti in nazionale ― Yemen | Cronologia completa delle presenze e delle reti in nazionale ― Yemen | Cronologia completa delle presenze e delle reti in nazionale ― Yemen |
| Data                                                                 | Città                                                                | In casa                                                              | Risultato                                                            | Ospiti                                                               | Competizione                                                         | Reti                                                                 | Note                                                                 |
| -------------------------------------------------------------------- | -------------------------------------------------------------------- | -------------------------------------------------------------------- | -------------------------------------------------------------------- | -------------------------------------------------------------------- | -------------------------------------------------------------------- | -------------------------------------------------------------------- | -------------------------------------------------------------------- |
| 07-01-2019                                                           | Abu Dhabi                                                            | Iran                                                                 | 5 – 0                                                                | Yemen                                                                | Coppa d'Asia 2019 - 1º turno                                         | -                                                                    |                                                                      |
| 12-01-2019                                                           | Sharjah                                                              | Yemen                                                                | 0 – 3                                                                | Iraq                                                                 | Coppa d'Asia 2019 - 1º turno                                         | -                                                                    |                                                                      |
| 16-01-2019                                                           | al-'Ayn                                                              | Vietnam                                                              | 2 – 0                                                                | Yemen                                                                | Coppa d'Asia 2019 - 1º turno                                         | -                                                                    |                                                                      |
| Totale                                                               |                                                                      | Presenze                                                             | 3                                                                    |                                                                      | Reti                                                                 | 0                                                                    |                                                                      |